# شیرین‌زنبوران
شیرین‌زنبوران (نام علمی: Halictidae) نام یک تیره از بالاخانواده زنبورواران است.